# Lattiche
Die Lattiche (Lactuca) bilden eine Pflanzengattung in der Familie der Korbblütler (Asteraceae). Der Milchsaft, von dem sich auch der botanische Gattungsname Lactuca ableitet, enthält Bitterstoffe, die dem Pflanzenexemplar bei der Abwehr von Fressfeinden und Schädlingen helfen; andererseits bestimmen sie den Wohlgeschmack des Gartensalats, der einzigen Lattichart mit ökonomischer Bedeutung. Insbesondere in der Schweiz wird der Bindesalat als Lattich gehandelt. Die etwa 100 Arten sind fast weltweit verbreitet.

## Beschreibung

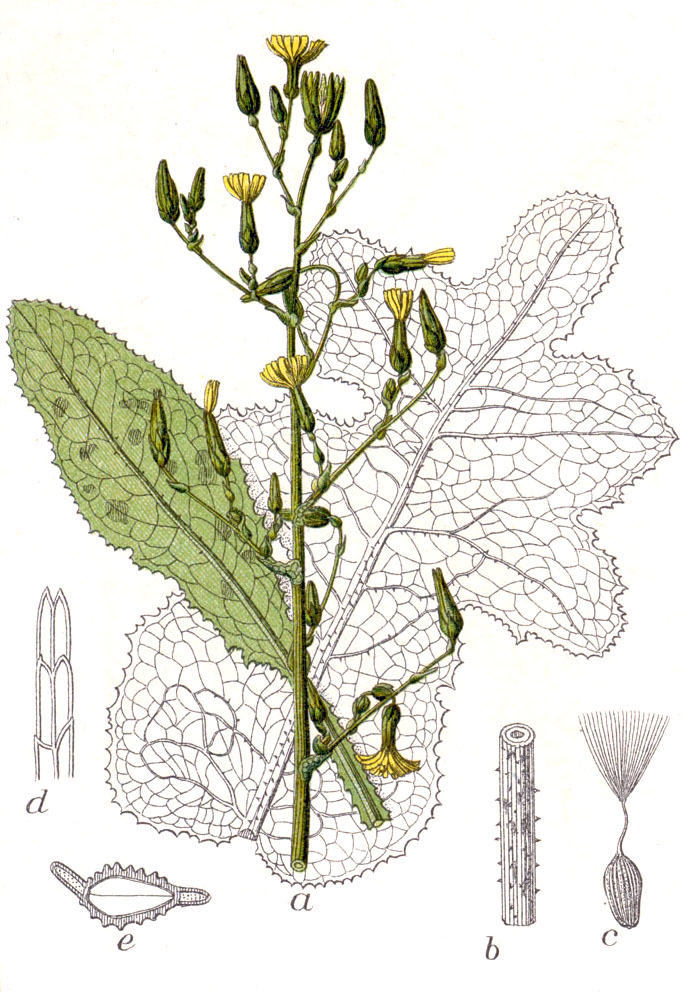
Sektion Lactuca, Untersektion Lactuca: Illustration des Gift-Lattich (Lactuca virosa), Jacob Sturm (1796)

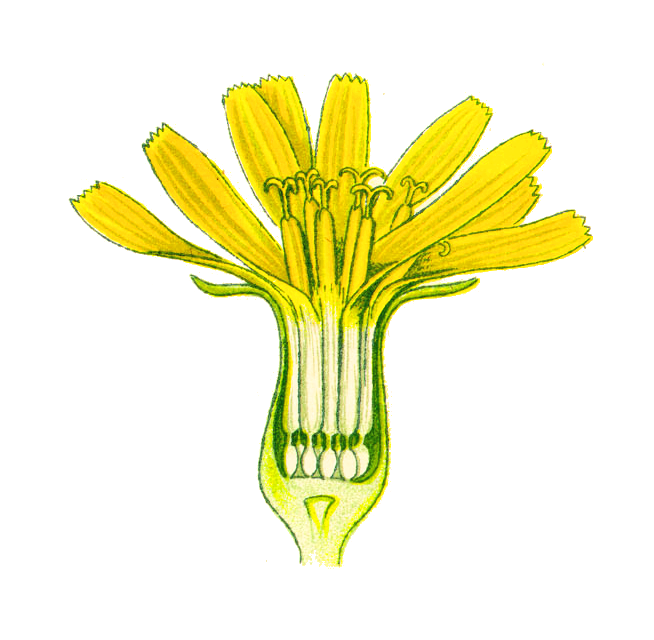
Körbchenförmiger Teilblütenstand von Lactuca virosa mit vielen Zungenblüten

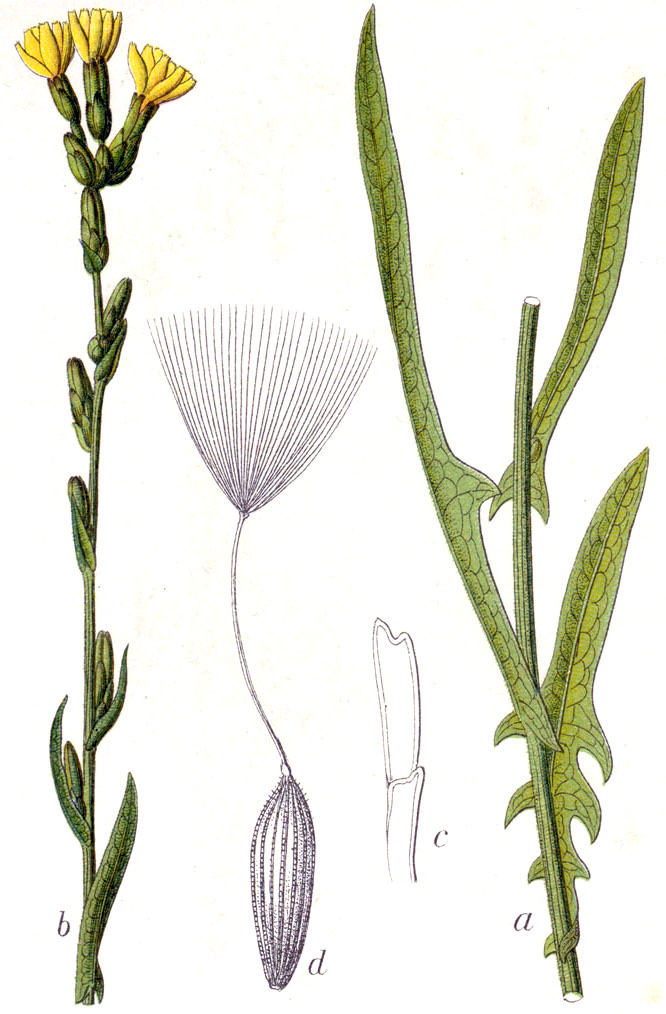
Sektion Lactuca Untersektion Lactuca: Illustration aus Sturm des Weiden-Lattich (Lactuca saligna)

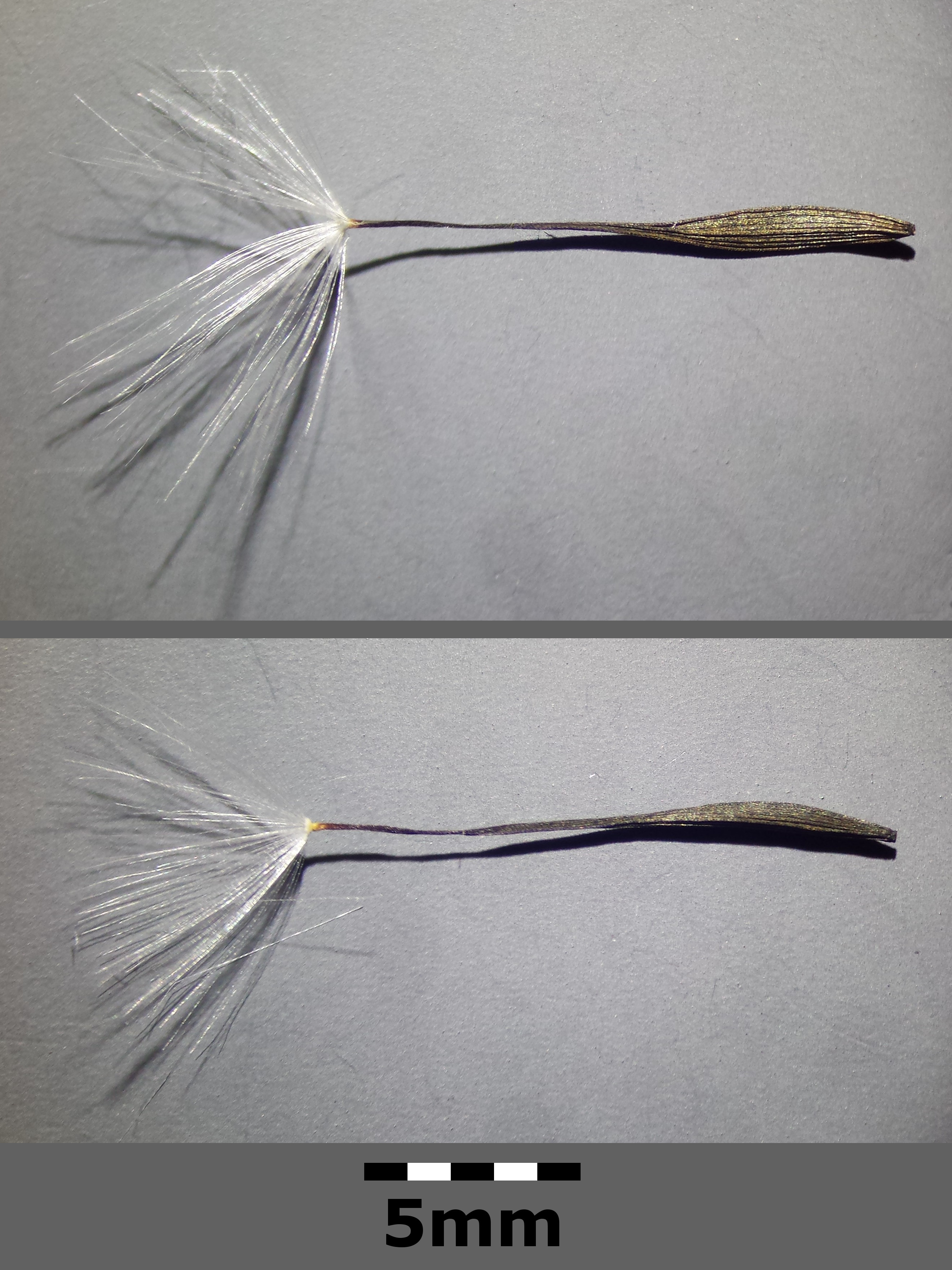
Sektion Phaenixopus: Achäne mit Pappus des Ruten-Lattich (Lactuca viminea)

### Vegetative Merkmale
Bei Lactuca-Arten handelt sich um ein- bis zweijährige oder selten ausdauernde krautige Pflanzen, die Wuchshöhen von 15 bis über 450 Zentimetern erreichen. Sie bilden Pfahlwurzeln. Alle Lattich-Arten enthalten einen weißlichen Milchsaft, insbesondere in den Stängeln und Blütenständen. Die meist aufrechten Stängel sind meist verzweigt. Die oberirdischen Pflanzenteile können behaart sein.
Die in grundständigen Rosetten zusammen oder wechselständig am Stängel verteilt angeordneten Laubblätter sind gestielt oder sitzend. Die Blattspreiten sind einfach bis fiederteilig, kreis-, eiförmig, länglich, lanzettlich, linealisch oder fadenförmig. Sie sind am Rand oder an der Unterseite entlang der Mittelrippe gewimpert oder haben dort Stacheln und der Blattrand ist glatt, gezähnt bis mehr oder weniger stark gelappt. Die Blattflächen können behaart sein. Nebenblätter fehlen.

### Generative Merkmale
Die körbchenförmigen Blütenstände stehen einzeln oder meist zu vielen in rispigen oder schirmtraubigen Gesamtblütenständen zusammen. Es sind manchmal Hochblätter vorhanden. Die kleinen und schmalen, selten großen, körbchenförmigen Teilblütenstände sind ungefähr zylindrisch bis glockenförmig, schwellen zur Blütezeit an, und weisen Durchmesser von 2 bis 5, selten bis über 8 Millimetern auf. Ihre Hülle besteht aus fünf bis über dreizehn dachziegelartig, mehr oder wenigen in zwei Reihen angeordneten Hüllblättern, von denen die äußersten manchmal kürzer sind. Der Körbchenboden ist flach bis konvex ohne Spreublätter. Die Einzelblüten sind in einer oder mehreren Reihen im körbchenförmigen Teilblütenstand angeordnet. Alle fünf bis über fünfzig Blüten sind Zungenblüten. Die Zunge hat fünf Kronzipfel, woran man gut erkennen kann, dass die Kronröhre aus fünf Kronblättern gebildet wird. Die Kronblätter besitzen meist eine gelbe, selten weiße, bläuliche bis violette Farbe.
Die rötlich bis hell braunen, weißen oder purpurfarben bis schwarzen Achänen besitzen eine oder mehrere Rippen auf jeder Seite und münden in eine oft fadenförmig verlängerte Spitze, an der Pappus sitzt. Der auf einer Scheibe oder auf dem Schnabel auf dem oberen Ende der Achäne stehende, haltbare Pappus besteht je nach Art aus ein bis zwei oder mehreren Reihen einfacher und gleich langer weißer Borsten .
Die Chromosomengrundzahl beträgt x = 9.

## Systematik und Verbreitung
Die Gattung Lactuca wurde 1753 durch Carl von Linné in Species Plantarum, Tomus II, Seite 795 aufgestellt.
Manche Lattich-Arten sind optisch schwer zu unterscheiden, so zum Beispiel die Mitglieder der Gruppe Lactuca serriola/Lactuca saligna/Lactuca virosa. Hinzu kommt, dass nach neueren Untersuchungen die Mitglieder der Gruppe Lactuca sativa/Lactuca serriola/Lactuca dregeana/Lactuca altaica genetisch keine Unterschiede aufweisen und daher wohl konspezifisch sind.
Die Systematik dieser Verwandtschaftsgruppe ist, seit es molekulargenetische Untersuchungsmethoden gibt, in Bewegung und es gibt viele Lösungsansätze. Hier werden einige dieser Ansätze gezeigt, keiner davon hat sich durchgesetzt.
Eine oft verwendete Einteilung ist die in Genpools, die um den Gartensalat gruppiert sind. Hierbei gelten als primärer Genpool für den Salat die Arten Lactuca serriola/Lactuca dregeana/Lactuca altaica und Lactuca aculeata. Diese können leicht mit Lactuca sativa gekreuzt werden und stellen daher eine sofort verfügbare Quelle zur Salatverbesserung dar. Der sekundäre Genpool besteht aus Lactuca saligna und Lactuca virosa, hier ist die Kreuzung schwierig. Beim tertiären Genpool schließlich ist Kreuzen nur noch mit radikalen Methoden möglich; er besteht aus den Arten der Sektionen Phaenixopus, Mulgedium und Lactucopsis (s. u.).
Von den etwa 100 Lactuca-Arten kommen etwa zehn Arten in Nordamerika, 43 in Afrika, davon etwa 33 im tropischen Ostafrika, 40 bis 51 in Asien und 17 in Europa vor. Europäische Arten wachsen in temperierten und warmen Regionen. Die nördliche Grenze verläuft dabei etwa bei 50 bis 55 ° nördlicher Breite, mit der Ausnahme von Lactuca sibirica, der bis 70 Grad vorkommen kann. Die westlichste Art ist Lactuca tatarica bei 9 ° West. Die meisten Arten leben in Höhenlagen von 200 bis 600 Meter mit Ausnahmen bis 2000 Meter (Lactuca alpestris, Lactuca tatarica, Lactuca altaica und Lactuca tenerrima). Die meisten europäischen Arten kommen im Mittelmeerraum vor, viele von ihnen nur dort.
Bei einer Exkursion durch Teile Mitteleuropas wurde vor allem Lactuca serriola gefunden. Lediglich in der Provence und Italien gab es eine größere Artenvielfalt. Zu bedenken ist allerdings, dass die Linienführung der Exkursion beispielsweise das Rhein-Main-Mosel-Gebiet nicht berührte, wo mehrere seltenere Arten heimisch sind.

### Innere Systematik und Arten (Auswahl)
Die in Europa vorkommenden 17 Arten sind bei Lebeda et al. 2001 in mehrere Sektionen und Untersektionen eingeteilt:

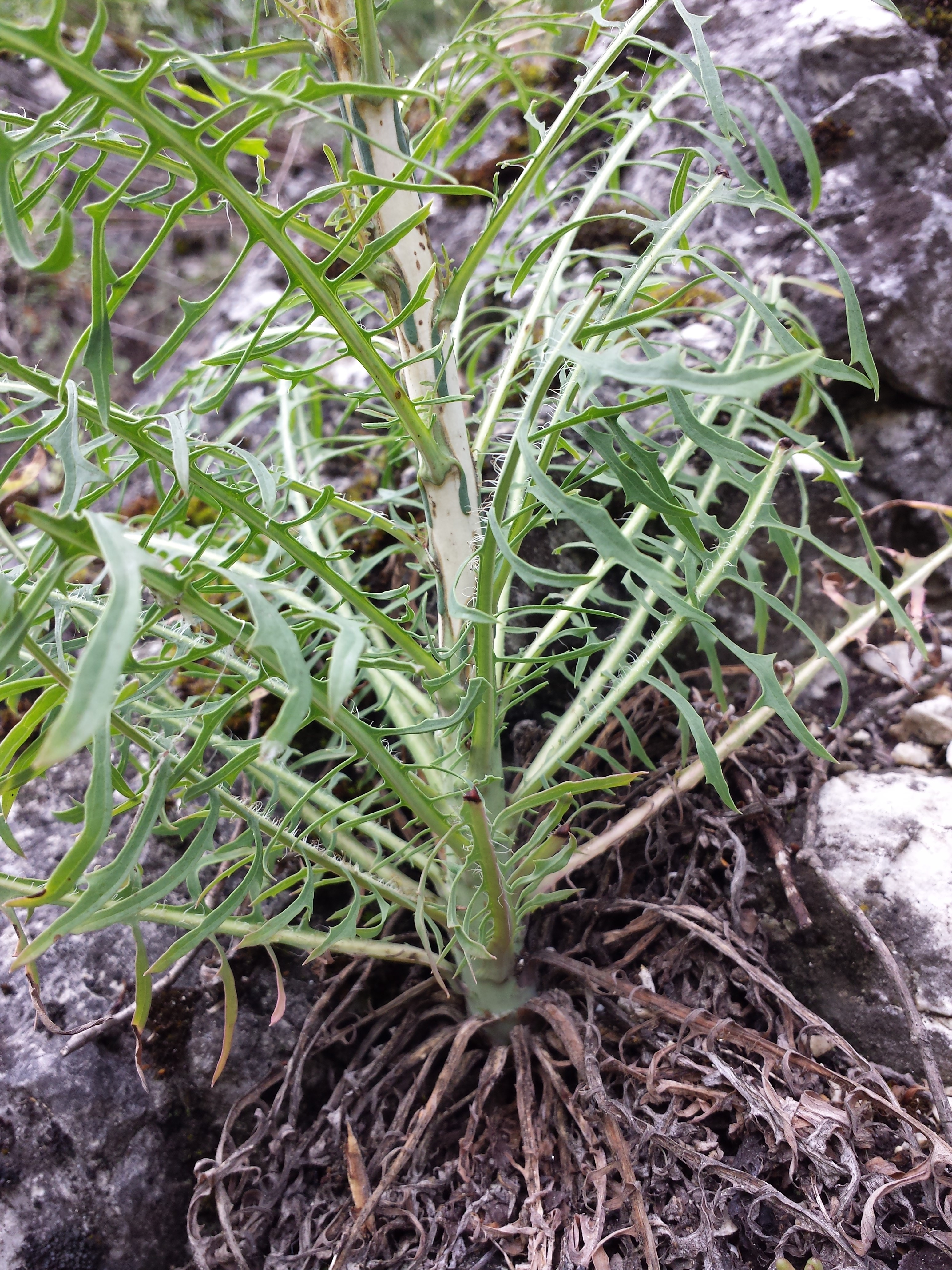
Sektion Phaenixopus: Ruten-Lattich (Lactuca viminea)

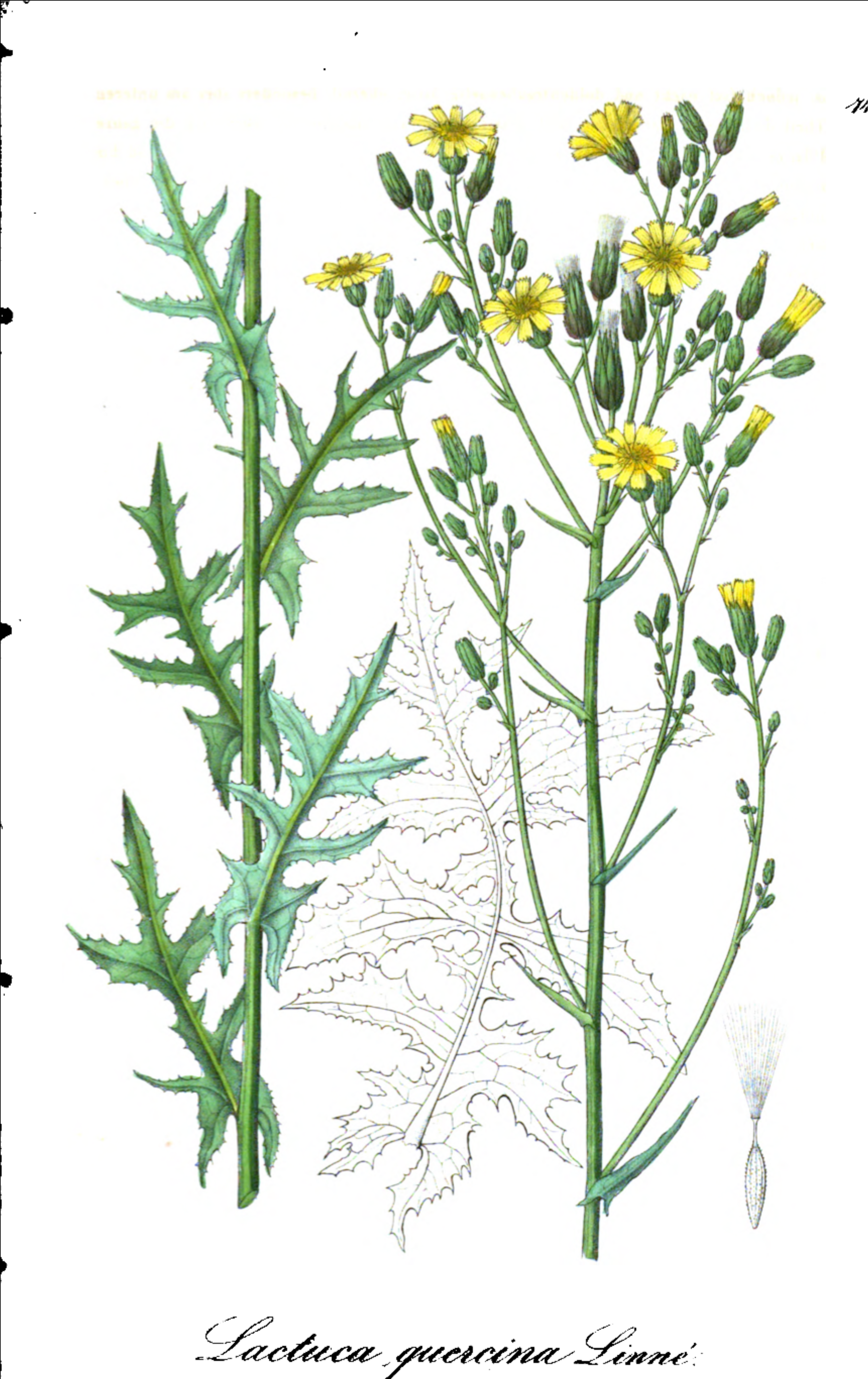
Sektion Lactucopsis: Illustration des Eichen-Lattich (Lactuca quercina)

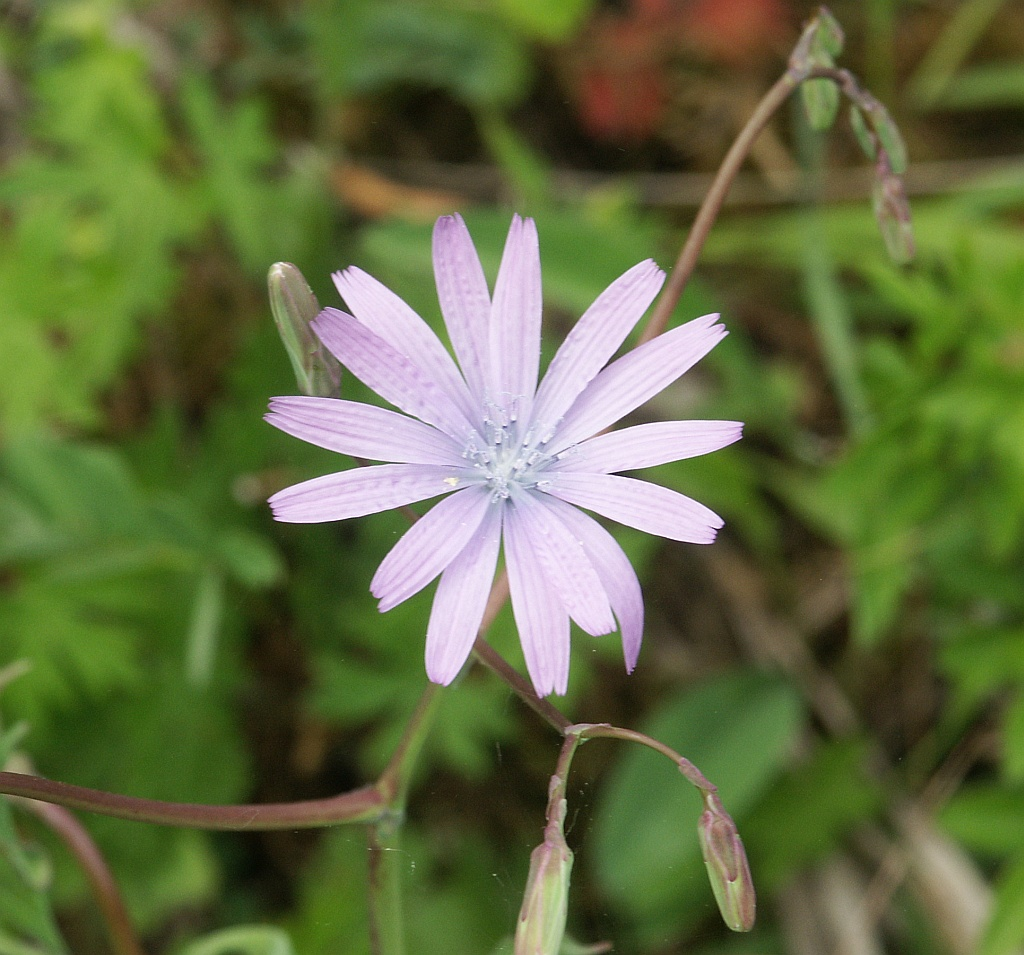
Sektion Lactuca Untersektion Cyanicae: Blauer Lattich (Lactuca perennis)

- Sektion Lactuca: Der Blütenstand ist eine dichte Rispe aus vielen Körbchen. Körbchen mit 10 bis 50 Blüten.
  - Untersektion Lactuca. Diese Arten sind ruderal und bevorzugen aufgewühlte Böden.
    - Gartensalat (Lactuca sativa L.): Er kommt nur kultiviert vor.
    - Stachel-Lattich (Lactuca serriola L., synonym mit Lactuca scariola): Sie ist die bei weitem häufigste Art in Mitteleuropa.
    - Weiden-Lattich (Lactuca saligna L.): Sie ist in Europa (außer Norden), Nordafrika, Kleinasien verbreitet.
    - Gift-Lattich (Lactuca virosa L.): Heimat ist das submediterrane Europa, Westasien, Nordafrika, Nordamerika.
    - Lactuca altaica Fisch. et C.A.Mey.: Sie ist in Südostrussland, Zentralasien, Sibirien und Xinjiang verbreitet.[3]
    - Lactuca livida Boiss. et Reut.: Sie wird auch als Lactuca virosa subsp. livida (Boiss. & Reut.) Ladero & A.Velasco zu Lactuca virosa gestellt.[2] Dieser Endemit kommt nur in Zentralspanien vor.[2]

  - Untersektion Cyanicae: Überraschenderweise scheinen diese Arten nach neuesten Untersuchungen als am weitesten entfernt vom Gartensalat zu sein und sie sollen daher aus der Gattung Lactuca ausgeschlossen werden.
    - Blau-Lattich (Lactuca perennis L.): Heimat ist das submediterrane Europa.
    - Lactuca intricata Boiss. (Syn.: Lactuca graeca Boiss.): Sie kommt in Griechenland, Mazedonien, Albanien, in der Ägäis und in der Türkei vor.[2]
    - Lactuca tenerrima Pourr.: Sie kommt in Marokko, Spanien, Gibraltar, Andorra, Frankreich und auf den Balearen vor.[2]
- Sektion Lactucopsis (Sch. Bip. ex Pančić) Rouy: Der Blütenstand ist normalerweise doldentraubig. Körbchen mit sechs bis 15 Blüten.
  - Lactuca aurea (Schultz-Bip. ex Panć.) Stebbins: Sie kommt auf der Balkanhalbinsel von Kroatien und Serbien bis Rumänien, Griechenland und den europäischen Teil der Türkei vor.[2]
  - Eichen-Lattich (Lactuca quercina L.): Sie ist in Europa, Westasien, Indien und der Kaukasusraum verbreitet.[3] Es gibt zwei Unterarten.[3]
  - Lactuca watsoniana Trelease: Endemisch auf den Azoren.[2]

- Sektion Mulgedium (Cass.) C.B.Clarke: Der Blütenstand mit absteigender Verzweigung und wenigen Körbchen. Zahlreiche Blüten.
  - Lactuca sibirica Benth. ex Maxim.: Sie ist in Nord-, Osteuropa, Sibirien, China, Japan, der Mongolei und in Russlands fernem Osten verbreitet.[3]
  - Tataren-Lattich (Lactuca tatarica C.A.Mey.): Die Heimat ist Nordeuropa, Ost- und Südosteuropa, Polen, die Slowakei, Westasien, das Kaukasusgebiet, Zentralasien, Indien, Pakistan, Sibirien, die Mongolei, China und Nordamerika.[3] Es gibt zwei Unterarten.[3]
- Sektion Phaenixopus (Cass.) Benth.: Der Blütenstand ist pyramidal oder ährenartig mit einzelnen oder in Büscheln stehenden Körbchen. Körbchen mit vier bis acht Blüten.
  - Lactuca acanthifolia (Willd.) Boiss.: Endemisch in Griechenland, Kreta, Türkei.[3]
  - Lactuca alpestris (Gand.) Rech. f.: Endemisch auf Kreta.[3]
  - Lactuca longidentata Moris: Endemisch auf Sardinien.[2]
  - Ruten-Lattich (Lactuca viminea J. et. C.Presl): Die Heimat ist Europa, die Kanaren, Nordafrika, Westasien, Turkmenistan und der Kaukasusraum.[3] Es gibt drei Unterarten.[3]

Nur in der Neuen Welt kommen vor (Auswahl):
- Lactuca biennis (Moench) Fernald: Sie kommt in Alaska, Kanada und in den Vereinigten Staaten vor.[3]
- Lactuca canadensis L.: Sie kommt in Kanada und in den Vereinigten Staaten vor.[3]
- Lactuca floridana (L.) Gaertner: Sie kommt in Kanada, in den Vereinigten Staaten und in Puerto Rico vor.[3]
- Lactuca graminifolia Michx.: Sie kommt in den Vereinigten Staaten, in Mexiko, Guatemala und auf den Bahamas vor.[3]
- Lactuca hirsuta Muhlenberg ex Nuttall: Sie kommt in Kanada und in den Vereinigten Staaten vor.[3]
- Lactuca ludoviciana (Nuttall) Riddell: Sie kommt in Kanada und in den Vereinigten Staaten vor.[1]

Sektionen sind:
- Sektion Lactuca
- Sektion Lactucopsis (Sch.Bip. ex Pančić) Rouy

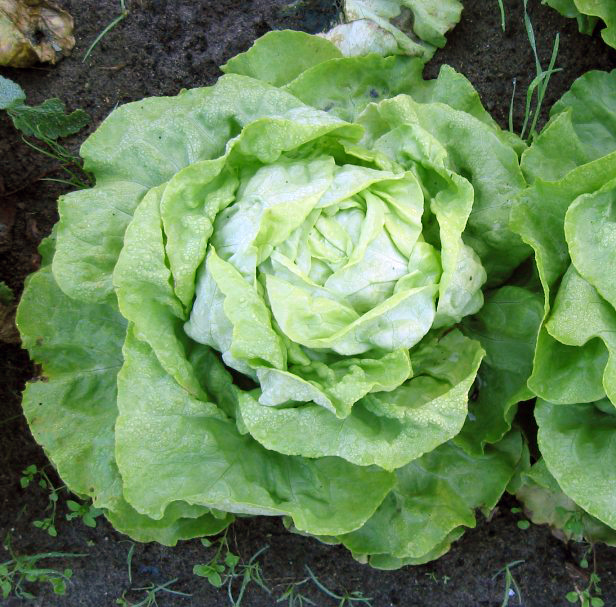
Kopfsalat gehört zum Gartensalat (Lactuca sativa)

- Sektion Melanoseris
- Sektion Micranthae Boiss.
- Sektion Mulgedium (Cass.) C.B.Clarke[3]
- Sektion Phaenixopus (Cass.) Benth.[3]
- Sektion Sororiae Franch.
- Sektion Tuberosae Boiss..

## Nutzung
Viele Sorten werden genutzt, um Salat anzubauen.

## Inhaltsstoffe

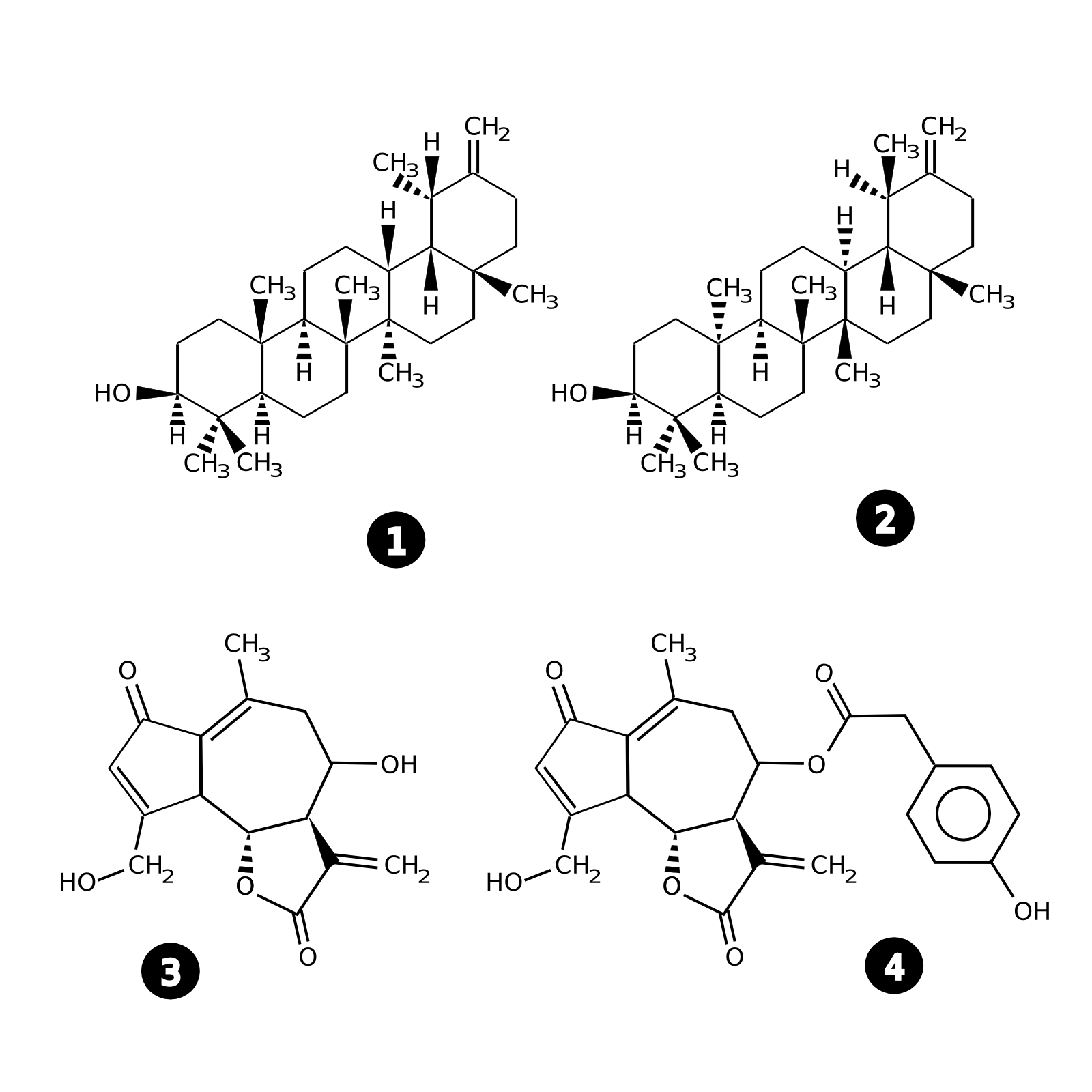
Chemische Verbindungen in Lactuca:
1 – α-Lactucerol;
2 – β-Lactucerol;
3 – Lactucin;
4 – Lactucopikrin

Lactuca-Arten enthalten in den Blättern und im Milchsaft hauptsächlich Wasser sowie mehr oder weniger
- Triterpene und ihre Verbindungen, die mit Wasser latexähnliche Substanzen bilden, und zwar α-Lactucerol (= Taraxasterol) und verschiedene Ester des β-Lactucerol, u. a. Lactucon, Lactucerin (s. Abb. 1 und 2); β-Amyrin und Germanicol;
- Bitterstoffe mit Sesquiterpenlacton-Grundstruktur, hauptsächlich Lactucin und Lactucopikrin (s. Abb., Nr. 3 und 4), sowie deren Oxalate und Sulfate.[9] Es sind vermutlich diese Substanzen, welche auch eine Kontaktallergie, die Salatallergie auslösen können;
- das Phytoalexin Lettucenin A, ebenfalls mit Sesquiterpen-Grundstruktur, welches pilztötende Eigenschaften aufweist;[9]
- die Farbstoffe Vitamin A und Lactucaxanthin und die Flavonoide Quercetin, Apigenin, Lutolin und Luteolin;
- das ätherische Öl Cumarin, welches zum Geschmack beiträgt;
- Mineralien, Vitamin K1.

Die Lattichsamen (semen lactucae) enthalten in der Sterolfraktion unter anderem β-Sitosterin und Campesterol. Die Wurzel enthält zusätzlich zu Lactucin und Lactucopikrin noch weitere Bitterstoffe mit ähnlicher Struktur, zum Beispiel Jacquinelin. Die Lattiche enthalten keine Alkaloide.

## Pharmakologie
Was die Wirkungen der Inhaltsstoffe der Lattiche (lateinisch früher zum Teil – wie manche andere Pflanzen mit großen Blättern auch – als Lappacium bezeichnet) angeht, weiß man seit 2004 aus einer Laborstudie, dass die Hauptbitterstoffe Lactucin und Lactucopicrin gegen den Erreger der Malaria, Plasmodium falciparum, wirken und diese Wirkung in Afghanistan ethnobiologisch bekannt ist – nur wird dort keine Lattichart benutzt, sondern die Gemeine Wegwarte (Cichorium intybus), die dieselben zwei Stoffe enthält.
Es wurde behauptet, dass der Lattich-Milchsaft (vor allem vom Gift-Lattich) eine beruhigende und schlaffördernde Wirkung haben soll, was wissenschaftlich nicht nachgewiesen ist (siehe dazu Gift-Lattich#Inhaltsstoffe). Gegen Ende des 19. Jahrhunderts wurde Lactucin gemäß Riddle als Opiumersatz betrachtet.